# Тель
Тель (фр. Thel) — колишній муніципалітет у Франції, у регіоні Овернь-Рона-Альпи, департамент Рона. Населення — 306 осіб (2011).
Муніципалітет був розташований на відстані близько 350 км на південний схід від Парижа, 55 км на північний захід від Ліона.

## Історія
До 2015 року муніципалітет перебував у складі регіону Рона-Альпи. Від 1 січня 2016 року належав до нового об'єднаного регіону Овернь-Рона-Альпи.
1 січня 2016 року Тель, Кур-Ла-Віль i Пон-Трамбуз було об'єднано в новий муніципалітет Кур.

## Демографія
Динаміка населення (INSEE ):
Розподіл населення за віком та статтю (2006):
| Стать | Всього | До 15 років | 15-24 | 25-44 | 45-64 | 65-85 | Понад 85 |
| --- | ------ | ----------- | ----- | ----- | ----- | ----- | -------- |
| Чоловіки | 156    | 24          | 12    | 32    | 52    | 36    | 0        |
| Жінки | 124    | 24          | 4     | 36    | 28    | 32    | 0        |
| \| Статево-вікова піраміда \| Статево-вікова піраміда \| Статево-вікова піраміда \| \| ----------------------- \| ----------------------- \| ----------------------- \| \| Чоловіки \| Вік \| Жінки \| \| 0 \| 85 + \| 0 \| \| 8 \| 80-84 \| 4 \| \| 8 \| 75-79 \| 4 \| \| 0 \| 70-74 \| 16 \| \| 20 \| 65-69 \| 8 \| \| 4 \| 60-64 \| 8 \| \| 12 \| 55-59 \| 8 \| \| 24 \| 50-54 \| 4 \| \| 12 \| 45-49 \| 8 \| \| 8 \| 40-44 \| 8 \| \| 12 \| 35-39 \| 16 \| \| 8 \| 30-34 \| 8 \| \| 4 \| 25-29 \| 4 \| \| 4 \| 20-24 \| 4 \| \| 8 \| 15-20 \| 0 \| \| 4 \| 10-14 \| 12 \| \| 12 \| 5-9 \| 0 \| \| 8 \| 0-4 \| 12 \| |        |             |       |       |       |       |          |
| Статево-вікова піраміда |        |             |       |       |       |       |          |
| Чоловіки | Вік    | Жінки       |       |       |       |       |          |
| 0 | 85 +   | 0           |       |       |       |       |          |
| 8 | 80-84  | 4           |       |       |       |       |          |
| 8 | 75-79  | 4           |       |       |       |       |          |
| 0 | 70-74  | 16          |       |       |       |       |          |
| 20 | 65-69  | 8           |       |       |       |       |          |
| 4 | 60-64  | 8           |       |       |       |       |          |
| 12 | 55-59  | 8           |       |       |       |       |          |
| 24 | 50-54  | 4           |       |       |       |       |          |
| 12 | 45-49  | 8           |       |       |       |       |          |
| 8 | 40-44  | 8           |       |       |       |       |          |
| 12 | 35-39  | 16          |       |       |       |       |          |
| 8 | 30-34  | 8           |       |       |       |       |          |
| 4 | 25-29  | 4           |       |       |       |       |          |
| 4 | 20-24  | 4           |       |       |       |       |          |
| 8 | 15-20  | 0           |       |       |       |       |          |
| 4 | 10-14  | 12          |       |       |       |       |          |
| 12 | 5-9    | 0           |       |       |       |       |          |
| 8 | 0-4    | 12          |       |       |       |       |          |

## Економіка
2010 року серед 203 осіб працездатного віку (15—64 років) 153 були активними, 50 — неактивними (показник активності 75,4%, у 1999 році було 73,4%). З 153 активних мешканців працювало 146 осіб (79 чоловіків та 67 жінок), безробітними було 7 (2 чоловіки та 5 жінок). Серед 50 неактивних 14 осіб було учнями чи студентами, 23 — пенсіонерами, 13 були неактивними з інших причин.

У 2010 році в муніципалітеті числилось 136 оподаткованих домогосподарств, у яких проживали 344,5 особи, медіана доходів виносила 18 728 євро на одного особоспоживача